# DDT (groupe)
Pour les articles homonymes, voir DDT.
Pour le groupe espagnol, voir DDT rock
DDT (en russe : ДДТ) est un groupe de rock russe formé dans les années 1980.

## Origines du groupe
L'histoire d'amour de Iouri Chevtchouk avec le rock 'n' roll commence lorsqu'il entend pour la première fois les Beatles à l'âge de dix ans dans sa ville natale, Oufa. Inspiré par les Fab Four, Chevtchouk forme un groupe au lycée, répondant au nom de Vector. C'était un groupe amateur, cependant le premier succès professionnel de Iouri arrive en 1982, un an après qu'il fut diplômé de son école d'Art, pour sa performance au festival Gold Camerton, avec son groupe alors inconnu, DDT. Dans les années qui suivent ce concert, le groupe commence à connaître de plus en plus de popularité, du fait de sa position anti-soviétique. La satire mordante des paroles de DDT outrage le régime communiste durant une période — et le groupe est souvent mêlé à des scandales politiques. La persécution politique prend un tournant plus sérieux quand Iouri est prêt à écrire un nouvel album, en 1985. Le gouvernement communiste d'Oufa menace alors de l'emprisonner si l'album sort.

## Membres actuels
- Iouri Chevtchouk (Юрий Шевчук) — auteur, chanteur, guitare, arrangements
- Alekseï Féditchev (Алексей Федичев) — guitare
- Constantine « Kot [Le Chat] » Choumaïlov (Константин «Кот» Шумайлов) — clavier, arrangements
- Igor « Dotsa » Dotsenko (Игорь «Доца» Доценко) — batterie.
- Pavel Borissov (Павел Борисов) — basse
- Mikhaïl « Oncle Micha » Tchernov (Михаил «Дядя Миша» Чернов) — saxophone, flûte
- Nikita « Zoltsmann » Zaïtsev (Никита «Зольцманн» Зайцев) — violon, violon alto, guitare
- Ivan Vassilev (Иван Васильев) — cuivres.
- Igor Tikhomirov (Игорь Тихомиров) — son.
- Vladimir Dvornik (Владимир Дворник) — « artiste conceptuel » (художник-концептуалист), design.
- Alexandre Brovko (Александр Бровко) — régisseur, arrangements, guitares, directeur du fonds de soutien aux initiatives artistiques de DDT.
- Iouri « Borissitch » Fédorov (Юрий «Борисыч» Федоров)
- Vladimir Kouznetsov (Владимир Кузнецов)
- Aliona Romanova (Алёна Романова)
- Alexandre Timochenko (Александр Тимошенко) — directeur

## Discographie
| Titre (phonétique)       | Titre original         | Traduction | Année |
| ------------------------ | ---------------------- | --- | ----- |
| DDT                      | ДДТ                    | DDT (album éponyme) | 1981  |
| Svinia na radouguié      | Свинья на радуге       | Cochon sur l'arc-en-ciel | 1982  |
| Kompromiss               | Компромисс             | Compromis | 1983  |
| Périfériïa               | Периферия              | Périphérie | 1984  |
| Vrémia                   | Время                  | Le temps | 1985  |
| Ia poloutchil ètou rol'  | Я получил эту роль     | J'ai obtenu ce rôle | 1988  |
| Ottépel'                 | Оттепель               | Détente/ Dégel | 1990  |
| Plastoune                | Пластун                | (Tirailleur cosaque - littéralement: celui qui rampe)                                                                                    | 1991  |
| Aktrissa Vesna           | Актриса Весна          | L'actrice Printemps | 1992  |
| Tchiorny pios Péterbourg | Чёрный пёс Петербург   | Le chien noir Pétersbourg | 1993  |
| Èto vsio...              | Это всё...             | C'est tout / C'est fini | 1994  |
| Lioubov'                 | Любовь                 | Amour | 1996  |
| Rojdionny v èSèSèSèR     | Рождённый в СССР       | Né en URSS | 1997  |
| Mir nomer nol' (Single)  | Мир номер ноль         | Monde numéro zéro | 1998  |
| Mir nomer nol'           | Мир номер ноль         | Monde numéro zéro | 1999  |
| Prosvistiela             | Просвистела            | (difficile à traduire, faisant référence à quelque chose qui s'envole rapidement, avec un sifflement, une balle de pistolet par exemple) | 1999  |
| Metel avgousta           | Метель августа         | Tempête de neige d'août | 2000  |
| Édinotchestvo I          | Единочество I          | (difficile à traduire, de Единство "unité" et Одиночество "solitude" )                                                                   | 2003  |
| Édinotchestvo II         | Единочество II         | | 2003  |
| Pesni                    | Песни                  | Chansons | 2003  |
| Gorod bez okon. Vkhod    | Город без окон. Вход.  | La ville sans fenêtres. Entrée. (concert)                                                                                                | 2004  |
| Gorod bez okon. Vykhod   | Город без окон. Выход. | La ville sans fenêtres. Sortie. (concert)                                                                                                | 2004  |
| Propavchi bez vesti      | Пропавший без вести    | Disparu sans laisser de traces | 2005  |
| Prekrasnaïa lioubov      | Прекрасная любовь      | Magnifique amour | 2007  |
| L'Échoppe                | L'Echoppe              | L'Échoppe | 2008  |
| Inatché                  | Иначе                  | Autrement | 2011  |
| Prozratchnyi             | Прозрачный             | Transparent | 2014  |
| Galya hodi               | Галя ходи              | Gali, go! | 2018  |
| Tvorchestvo v pustote    | Творчество в пустоте   | La créativité dans le vide | 2021  |
| Oufa 2020 Live           | Уфа 2020 Live          | Oufa 2020 En Concert | 2022  |